# Чуланов, Габдулла
Габдулла Чуланов — советский хозяйственный, государственный и политический деятель, доктор экономических наук (1956), профессор (1960), член-корреспондент Академии наук Казахской ССР (1962).

## Биография
Родился в 1907 году в Жангалинском районе Западно-Казахстанской области. Член ВКП(б) с 1926 года.
С 1926 года — на хозяйственной, общественной и политической работе. В 1926—1966 гг. — секретарь комитета комсомола Кызылкогинского района Гурьевской области, учитель и директор Казахского педагогического техникума в Омске, второй секретарь Балхашского городского и Карагандинского обкома КПК, заместитель Председателя Верховного Совета и председатель Государственного комитета по планированию Казахской ССР, участник Великой Отечественной войны, заместитель председателя Казахского совнархоза, заместитель начальника отдела кадров ЦК Коммунистической партии Казахстана, главный редактор журнала «Коммунист», председатель Верховного Совета Казахской ССР, начальник Отделения экономики, директор Института экономики АН Казахской ССР.
Избирался депутатом Верховного Совета СССР 1-го созыва.
Умер в 1966 году в Алма-Ате, похоронен на Центральном кладбище Алма-Аты.

## Сочинения
- Экономическое развитие Казахстана за 30 лет, А.-А., 1951;
- Промышленность Казахстана в Советском Союзе, А.-А., 1952;
- Промышленность Казахстана в 19-ю годовщину Великой Отечественной войны Советского Союза, М., 1955.
- Очерки истории народного хозяйства Казахской ССР,  Алма-Ата, 1962.